# 304 Olga
Olga (asteroide 304) é um asteroide da cintura principal com um diâmetro de 67,86 quilómetros, a 1,8709148 UA. Possui uma excentricidade de 0,2214414 e um período orbital de 1 360,63 dias (3,73 anos).
Olga tem uma velocidade orbital média de 19,21371683 km/s e uma inclinação de 15,83975º.
Este asteroide foi descoberto em 14 de Fevereiro de 1891 por Johann Palisa.